# Koninklijk Harmonieorkest "Sint Laureys" Hove
Het Koninklijk Harmonieorkest Sint-Laureys Hove is een muziekvereniging in de Belgische plaats Hove.

## Geschiedenis

### De muziekvereniging
De vereniging werd gesticht op dinsdag 10 december 1878 als 'Fanfaren St.-Laurentius'. Deze naam leest men op de eerste vlag (eigenlijk een standaard) die dateert uit 1884.  Ter gelegenheid van haar 50-jarig bestaan in 1928, kreeg de fanfare de toelating om de titel 'Koninklijke' te dragen.
Zoals de naam het doet vermoeden, was de 'Fanfare' oorspronkelijk samengesteld uit koperen blaasinstrumenten. En alhoewel op een foto uit 1934 reeds enkele klarinetten te zien waren, was het pas in 1955 dat de 'Fanfare' officieel werd omgedoopt tot een 'Harmonie'. Het was in 1993 dat het 9de Showconcert voor het eerst werd uitgevoerd onder de huidige naam: 'Koninklijk Harmonieorkest St.-Laureys Hove'. Over een bestaansperiode van meer dan 120 jaar hebben 10 erevoorzitters, 13 voorzitters en 10 dirigenten zich over de muziekvereniging ontfermd.
Zoals zeden en gebruiken veranderden, evolueerden ook de muzikale stijl en opvattingen met de jaren. De regelmatig door het dorp trekkende fanfare die kermissen, processies, huwelijksjubilea en Vlaamse kermissen opluisterde, met een jeugdwerking die louter op interne opleiding steunde, is thans een modern Harmonieorkest. Ze herbergt ook haar eigen Jeugdafdeling, waarvan de leden reeds een degelijke basisopleiding hebben genoten in muziekschool of -academie. Doorstroming naar het 'Groot Orkest' is daarbij de logische doelstelling.

### Het lokaal
Vanaf de oprichting werden de repetities gehouden op verschillende plaatsen van de gemeente, meestal in herbergen of eraan verbonden zalen of zaaltjes. Dat ging zo tot in het jaar 1933. Vanaf toen vond de vereniging onderkomen in 'De Eendracht', het huidig lokaal. Vele jaren was de vereniging te gast de toenmalige uitbaters en eigenaars van café en feestzaal 'De Eendracht'. Na het overlijden van een van hen, werd de bovenzaal van het gebouw aan het Harmonieorkest geschonken.  Bovendien kreeg de vereniging de gelegenheid om de rest van de gebouwen aan te kopen. Door de notariële aktes van 26 april 1996 werd het Harmonieorkest volle eigenaar van de gebouwen. Het resultaat is dat de vereniging een eigen patrimonium bezit. De huuropbrengst van de lokalen draagt bij tot de terugbetaling van de schulden en de dagelijkse werking van het harmonieorkest.

## Concerten
Het Harmonieorkest organiseert twee grote concerten per jaar.  Het Showconcert in het Beethoven Auditorium Ter Elst te Edegem en Hov'in Harmony in de Sint-Laurentiuskerk te Hove.
Daarnaast zijn er ook de traditionele stapconcerten: 21-juli viering, 11-november uitstap en de opening van de jaarlijkse Zomer-End Feesten op het laatste weekend van augustus.
Het Showconcert vindt elk jaar plaats in april. Er is een uitvoering op vrijdagavond en op zaterdagavond. Een belangrijke activiteit in de voorbereiding van het Showconcert is het jaarlijks weekend naar De Hoge Rielen in Lichtaart.
Hov'in Harmony vindt plaats in november op zaterdagavond.

## Dirigenten
- 1956 - 1960 Karel De Schrijver
- 1989 - 2009 Chris Blom
- 2009 - 2016 Peter Préal
- 2016 - 2023 Steven Verhelst
- 2023 -  Jasper Charlet